# KOHH
KOHH, de son vrai nom Yuki Chiba (千葉 雄喜, Chiba Yuki) est un rappeur japonais né à Tokyo le 22 avril 1990.
Son nom de scène est une déformation du patronyme de son défunt père, Koh.
Il est notamment connu pour sa participation au titre It G Ma, du rappeur coréen Keith Ape, qui a buzzé en 2015.

## Histoire
KOHH est né à Oji, petit quartier de Tokyo d'un père coréen et d'une mère japonaise. Il grandit dans une atmosphère familiale démunie et chaotique : son père se suicide très tôt, laissant sa mère dépressive et toxicomane. Rongée par une addiction à la méthamphétamine, sa mère est décrite comme irresponsable et absente, laissant la charge de Chiba et de son frère à leurs grands-parents. Son frère est également rappeur.
Sa jeunesse est marquée par la pauvreté, la violence et la drogue, une réalité rarement montrée au grand jour au Japon. Son histoire liée à la culture underground le dirige naturellement vers le hip-hop, où il enchaîne des mixtapes avant de rencontrer le producteur 318 (Ryo Takahashi de son vrai nom) et de commencer à enregistrer sous le label GUNSMITH PRODUCTION. Il se fait connaître pour la première fois sur la scène underground des banlieues de Tokyo en produisant le single Young Forever de son frère et collaborateur lil KOHH, dont le clip devient viral.
En 2014, KOHH sort son deuxième album studio titré MONOCHROME, qui connaît un certain succès et dont le titre phare I don't mind if I'm struggling (貧乏なんて気にしない, Bimbô nante ki ni shinai) est largement regardé sur Youtube.
En 2015, KOHH collabore avec son compatriote Loota sur le single 잊지마 (It G Ma) du rappeur sud-coréen Keith Ape. Le morceau trap, aux accents durs d'Atlanta devient un phénomène inattendu en quelques semaines en Corée et au Japon, où le hip-hop est toujours perçu comme inhérent à la culture afro-américaine. Le single attire l'attention du public également à l'international, en particulier aux États-Unis où KOHH fait une tournée remarquée. Il est présent également en featuring aux côtés de l'américain OG Maco sur le single Buchiagari, du japonais DJ Ryow.
En 2016, KOHH collabore avec des poids lourds du R&B dont le chanteur Frank Ocean ou encore la star américano-japonaise Hikaru Utada.
En 2020, KOHH apparaît en featuring sur la mixtape Freebase Vol. 4 du rappeur français Kekra.
En 2024, KOHH apparaît en featuring sur le titre Mamushi de l'album MEGAN de l'artiste américaine Megan Thee Stallion.

## Discographie

### Albums studio
- 2014 : MONOCHROME
- 2015 : Kuchinashi
- 2015 : DIRT
- 2016 : DIRT II
- 2019 : UNTILTED
- 2020 : Worst

### Mixtapes
- 2012 : YELLOW T△PE
- 2013 : YELLOW T△PE 2
- 2015 : YELLOW T△PE 3